# Alzenau
Alzenau là một đô thị thuộc huyện Aschaffenburg bang Bayern nước Đức

## Thành phố kết nghĩa
- Sint-Oedenrode, Noord-Brabant, Hà Lan
- Pfaffstätten, Lower Austria, Áo
- Thaon-les-Vosges, Vosges, Pháp